# Edi Hauser
Eduard «Edi» Hauser (* 26. November 1948) ist ein ehemaliger Schweizer Skilangläufer.
Bei den Olympischen Winterspielen 1972 in Sapporo gewann Hauser mit der Schweizer Staffel die Bronzemedaille. Im Schlussspurt bezwang Hauser den schwedischen Olympiasieger über 15 Kilometer Sven-Åke Lundbäck und sicherte somit einen der grössten Erfolge der Schweizer Langlaufgeschichte. Über die 15-Kilometer-Distanz hatte Hauser den elften, über 30 km den 14. Platz belegt. Vier Jahre später erreichte er in Innsbruck über 30 km den 25. Platz. Über 30 km waren es bei der Weltmeisterschaft 1978 in Lahti Rang 30 und bei Olympia 1980 letztlich Rang 15.
In der Saison 1973/74 belegte Hauser den dritten Gesamtrang im damals noch inoffiziellen Skilanglauf-Weltcup.